# Алмаз із Ботсвани (2024)
Алмаз із Ботсвани, знайдений у 2024 році, поки що не має власної назви другий за величиною у світі зі знайдених відповідної ювелірної якості необроблений алмаз вагою 2492 карати (498,4 г). Алмаз знайшла канадська компанія Lucara Diamond Corporation на руднику Карове на північному сході Ботсвани, про знахідку повідомлено 22 серпня 2024.
Алмаз поступається за величиною лише найбільшому ювелірному алмазу — карбонадо «Сержиу» масою 3167 каратів (633,4 г) та історичному алмазу «Куллінан» масою 3106,75 карата (621,35 г). Знайшли камінь за допомогою спеціальної рентгенівської технології, що дозволяє завчасно виявляти в породі великі алмази, що запобігає їх руйнуванню на дрібніші камені при подальшій переробці породи.